# Zoila Barandiarán
Zoila Barandiarán Piedra es una investigadora y química española.

## Trayectoria académica
Doctora por la Universidad de Oviedo en 1983, en el área de Química Física con la tesis titulada La interacción duster-red en el crf64- en redes fluradas dirigida por el catedrático Lorenzo Pueyo Casaus.
En 1991 obtuvo la plaza de profesora titular en la Universidad Autónoma de Madrid, donde ejerce como docente en el Departamento de Química.
Además es investigadora y pertenece al Instituto Universitario de Ciencias de Materiales Nicolás Cabrera, de carácter multidisciplinar que está dedicado a la investigación y formación en el área de Ciencia de Materiales de la Universidad Autónoma de Madrid.
Su especialidad en la investigación se sitúa en el campo de los materiales, en sólidos y superficies, impartiendo clases en programas de doctorado en diversas universidades como la Universitat Jaume I la Universidad de Murcia.
Ha realizado más de un centenar de publicaciones científicas.